# Sculptură populară (Sănătăuca)
Sculptură populară este un ansamblu de sculpturi vernaculare amplasat în Sănătăuca, raionul Florești, Republica Moldova. Este un monument de artă de importanță națională inclus în Registrul monumentelor Republicii Moldova ocrotite de stat cu nr. 307 (raionul Camenca). Datează din sec. XIX-XX.